# Kosmos 482
Kosmos 482 (ros. Космос 482) – nieudana próba wysłania radzieckiej sondy na Wenus w oknie startowym 1972 roku. 31 marca 1972 r. o 04:02 GMT rakieta Mołnia 8K78M wyniosła sondę na orbitę okołoziemską, jednak lot w stronę Wenus nie powiódł się – awaria timera spowodowała wyłączenie silnika stopnia ucieczkowego Blok L po 125 s od zapłonu. W rezultacie sonda znalazła się na wydłużonej orbicie o apogeum 9806 km i perygeum 204 km.

## Przebieg misji
Sonda Kosmos 482 została wyniesiona przez rakietę Mołnia 31 marca 1972 roku, 4 dni po sondzie  Wenera 8 i mogła być do niej podobna w projekcie i planie misji.  Po osiągnięciu orbity parkingowej, statek kosmiczny dokonał odłączenia się od rakiety nośnej, a sonda wraz z silnikiem kontynuowała lot. Zbędne elementy zespołu startowego, weszły w atmosferę ziemską w ciągu 48 godzin a jej fragmenty spadły w południowej części Nowej Zelandii (znanej jako incydent z kulami Ashburton). Następnie Kosmos 482 dokonał widocznej próby uruchomienia trajektorii transferu Wenus. Nieprawidłowo ustawiony czasomierz spowodował jednak przedwczesne odcięcie etapu B, uniemożliwiając sondom ucieczkę z orbity Ziemi, a dwie części (przypuszczalnie ładunek i oddzielona jednostka silnika) osiągnęły ostatecznie orbitę o wartości 204 × 9806 km.

## Incydent z kulami pod Ashburton
3 kwietnia 1972 roku o godz. 1 w nocy czasu australijskiego cztery kule ze stopu tytanu o masie ok. 13,6 kg spadły w odległości ok. 16 km od siebie w pobliżu miejscowości Ashburton w Nowej Zelandii. Upadek kul o średnicy 38 cm spowodował wytworzenie kraterów uderzeniowych, ale nikt nie odniósł obrażeń.  Podobny obiekt został odkryty w pobliżu Eiffelton (20 km od Ashburton) w 1978 roku. Zostały one uznane jako prawdopodobne zbiorniki wysokociśnieniowe sondy Kosmos 482. ZSRR zaprzeczył, że pochodzą one z ich pojazdu.

## Deorbitacja sondy
Kosmos 482 stale zmniejszał wysokość swojej orbity. Od początku 2023 r. do końca marca 2025 r. apogeum zmniejszyło się z ok. 1800 km do ok. 600 km, a perygeum z ok. 200 km do ok. 170 km. Prędkość obniżania się sondy cały czas rosła. Ze względu na tytanowy pancerz, zaprojektowany do wejścia w atmosferę Wenus, istniało ryzyko, że sonda może dotrzeć do powierzchni Ziemi w całości i spowodować znaczne zniszczenia, jeśli spadłaby na tereny zabudowane. Jej masa wynosiła blisko pół tony, a prędkość w chwili uderzenia (zakłądając, że pozostanie w całości) szacowano na maks. 250 km/h. Sonda została wprawdzie wyposażona w spadochrony, ale po upływie długiego okresu bez zasilania nie oczekiwano, aby uruchomiły się. Dokładne obliczenie chwili i miejsca upadku było niemożliwe ze względu na wejście w atmosferę pod małym kątem oraz niemożliwy do przewidzenia stan górnych warstw atmosfery poddanych działaniu wiatru słonecznego. 9 maja 2025 roku przewidywano, że deorbitacja nastąpi następnego dnia rano ok. godz. 7:30–8:40, z kilkugodzinnym marginesem błędu. Oznaczało to, że upadek może nastąpić na terenie Europy, w tym Polski.
Sonda została zaobserwowana nad Europą po raz ostatni 10 maja o godz. 8:04. Następnej obecności spodziewanej ok. godz. 9:30 nie stwierdzono. Wg rosyjskiej agencji Roskosmos sonda weszła w atmosferę o godz. 9:24 nad Zatoką Bengalską i wpadła do Oceanu Indyjskiego na zachód od Dżakarty.